# Johannes de Raey
Johannes de Raey o anche Raei (Wageningen, 1622 – Amsterdam, 1702) è stato un filosofo olandese.
Fu uno dei primi cartesiani e uno dei maestri di Lodewijk Meyer.

## Biografia
Figlio di Jan Jansz van Ray e Hendersken van Lennep, nel 1645 sposò sua cugina Cunera van Lennep. Studiò a Utrecht con Henricus Regius e, dal 1643, a Leida, avendo come maestro Adriaan Heereboord. Il 16 luglio 1647 conseguì il dottorato in medicina con Adolphus Vorstius. Il giorno precedente aveva ottenuto il titolo di magister artium.
Dal 1653 al 1668 De Raey insegnò filosofia a Leida. Ottenne una fama tale che nel 1668 l'Athenaeum Illustre gli offrì una cattedra ad Amsterdam. Il suo stipendio era di 3000 fiorini all'anno, il più alto fra i professori di quell'ateneo all'epoca.
A Leida de Raey insegnò anche medicina e ad Amsterdam fisica. Si interessò molto di anatomia. Ad Amsterdam divenne membro della società Collegium privatum Amstelodamense, i cui membri (tra cui Jan Swammerdam e Gerard Blasius) praticarono la ricerca anatomica comparata tra uomo e animale.

## Attività
De Raey era un devoto seguace di René Descartes, che conobbe personalmente. Da questi fu definito come il miglior maestro delle dottrine cartesiane. De Raey considerò Cartesio come colui che aveva completato le idee di Aristotele. Le sue conferenze e pubblicazioni pionieristiche sulla dottrina cartesiana influenzarono Leibniz, tra gli altri. Poiché a quei tempi le idee di Cartesio risultavano troppo radicali per molti, de Raey le propose in una modalità meno radicale e affermò che gli scritti di Cartesio non erano del tutto contrari alla filosofia aristotelica.
De Raey riteneva che la filosofia dipendesse interamente dalla ragione, fosse distaccata dalla percezione sensoriale e insegnasse la conoscenza. Il dubbio era il fondamento della vera filosofia. Secondo de Raey, la filosofia non aveva alcuna relazione con la vita quotidiana e con la teologia. La sua importanza per la filosofia sta nel fatto che ha propagato le idee di Cartesio, levigandone gli aspetti più spigolosi.

## Opere
- “Clavis philosophiae naturalis, seu introductio ad contemplationem naturae Aristotelico-Cartesiana”, Leida 1654 (il suo testo più influente).
- “Disputationes physicae ad problemata Aristotelis”, Leida 1651-1652.
- “De sapientia veterum”, Amsterdam 1669.
- He edited in Amsterdam in 1668 “Renati Descartes epistolae”, tradotto da Jan Hendriksz Glazemaker.